# Classificazione Internazionale per la Pratica Infermieristica
La classificazione internazionale per la pratica infermieristica (in inglese International Classification for Nursing Practice o ICNP) è un sistema di classificazione per l'attività infermieristica sviluppato dall'International Council of Nurses nel 1996 e aggiornato l'ultima volta il 28 giugno 2019 . La classificazione è accettato e incluso nella Famiglia delle Classificazioni Internazionali dell'Organizzazione Mondiale della Sanità (WHO Family of International Classification).
L'ICNP è una terminologia infermieristica standardizzata di tipo combinatorio  costruite dall'International Council of Nurses (ICN) nell'ambito di un progetto di ricerca trentennale che ha coinvolto numerosi paesidel mondo. La terminologia ICNP consente di esprimere diagnosi infermieristiche, interventi infermieristici, e risultati dell'assistenza infermieristica facilitando anche l'integrazione con il linguaggio locale e le altre terminologie esistenti.
Gli elementi trattati nella classificazione sono sostanzialmente tre :
1. il fenomeno dell'infermieristica trattato da un punto di vista generale;
2. gli interventi infermieristici;
3. i risultati infermieristici.

Da settembre 2021 a seguito di un accordo con SNOMED International i termini della classificazione ICNP sono visualizzati nella forma di Diagnosi ed Interventi 